# Lista de céticos
Esta é uma lista de pessoas que promovem ou praticam o  ceticismo científico. Genericamente, são a favor da ciência e opõem-se ao que eles chamam pseudociência e charlatanismo. São geralmente céticos no que diz respeito à parapsicologia, o paranormal e medicinas alternativas.
Alguns dos tópicos que a literatura do ceticismo científico questiona incluí alegações em torno de certos alimentos, procedimentos e medicinas alternativas; a plausibilidade e a existência de habilidades (e.g. tarot) ou entidades (e.g. poltergeists, anjos, deuses ) sobrenaturais; os montros da criptozoologia (e.g. o Monstro do lago Ness); assim como o criacionismo/design inteligente, teorias da conspiração e outras alegações que o cético considera improváveis dentro das bases científicas.

## Céticos notáveis
- James Alcock, psicólogo. Autor de diversos artigos e livros sobre ceticismo. É um crítico da parapsicologia e é um membro do Conselho Executivo do Comitê para a Investigação Cética.[3][4]
- Isaac Asimov, bioquímico e escritor. Escreveu e editou mais de 500 livros populares sobre ciência, ficção científica e outros de não ficção, incluindo a Série da Fundação. Membro fundador do Comitê para a Investigação Cética.[5][6][7][8]
- Robert A. Baker, psicólogo e escritor. Escreveu livros sobre fantasmas, sequestros extraterrestres e a síndrome de falsa memória.[6][9]
- Banachek, mentalista. Participante no Projecto Alpha. O seu nome real é Steve Shaw.[10][11][12][13]
- Stephen Barrett, psiquiatra.[14] Cofundador do Concelho National contra Fraude na Saúde, em inglês National Council Against Health Fraud, crítico da medicina alternativa. Fundador do sítio de Internet Quackwatch.
- Barry Beyerstein, psicólogo. Membro fundador do Comitê para a Investigação Cética.[8]
- Susan Blackmore, psicóloga. Escritora, conferencista e radialista.[4]
- Derren Brown, mentalista, crítico de alegados psíquicos e médiuns espirituais.[15]
- Robert Todd Carroll, filósofo. Autor do livro e sítio de Internet, Dicionário do Cético, em inglês The Skeptic's Dictionary.
- Milbourne Christopher, ilusionista. Membro fundador do Comitê para a Investigação Cética.[8]
- Derek Colanduno e Robynn McCarthy, coapresentadores do podcast Skepticality: The Official Podcast of Skeptic Magazine.
- David Colquhoun, farmacologista e autor do sítio da Internet Improbable Science - Ciência Improvável.
- Richard Dawkins, biólogo evolucionista e escritor conhecido por promover a visão da evolução centrada nos genes (no seu livro O Gene Egoísta), definindo o termo meme, e ativismo ateísta.[4][6]
- Daniel Dennett, filósofo. Autor de A Ideia Perigosa de Darwin: Evolução e sentido da vida e Breaking the Spell: Religion as a Natural Phenomenon.
- Ann Druyan, escritora popular de ciência e responsável pela Planetary Society. Viúva do astrónomo Carl Sagan.
- Brian Dunning, apresentador do podcast sobre céticismo, Skeptoid.
- Mark Edward é um "Skeptologist", contribuí no Skepticblog, inventou o termo "Guerrilla Skepticism". Expõe psíquicos, membro dirigente do IIG e autor do livro tell-all psychic.
- Kendrick Frazier, Editor da revista Skeptical Inquirer.[4][6]
- Carlos Fiolhais, físico, matemático e ensaista português.
- Martin Gardner, escritor, matemático recreativo. Escritor da coluna de longa duração 'Mathematical Games' na Scientific American, e colunista consagrado da revista Skeptical Inquirer. Membro fundador do Comitê para a Investigação Cética.[6][8]
- Ben Goldacre, médico, jornalista. Autor da coluna "Bad Science" no The Guardian (jornal do Reino Unido).* Stephen Jay Gould, paleontólogo, biólogo evolucionista, historiador de ciência, Universidade de Harvard.[6][8]
- Sven Ove Hansson, filósofo. Fundador executivo da Swedish Skeptics (Vetenskap och Folkbildning) e editor do jornal da organização, o Folkvett.
- Douglas Hofstadter, médico, investigador de inteligência artificial. Autor do livro galardoado com o prémio Pulitzer Gödel, Escher, Bach: um entrelaçamento de Gênios Brilhantes e autor da coluna Scientific American no "Metamagical Themas".
- Harry Houdini, ilusionista. Crítico do espiritualismo, que expôs psíquicos fraudulentos e mediuns divulgando os seus métodos.[6]
- Ray Hyman, psicólogo, e crítico de parapsicologia. Colaborador de longa duração da revista Skeptical Inquirer. Membro fundador do Comitê para a Investigação Cética.[4][6]
- Jamie Hyneman, criador do programa de televisão MythBusters - Os Caçadores de Mitos.
- Penn Jillette ilusionista, parte do duo Penn & Teller.  Criador e apresentador da séries de televisão Bullshit!.
- Philip J. Klass, jornalista aeroespacial. Conhecido pelas suas investigações a OVNIs. Colaborador de longa data da revista Skeptical Inquirer. Membro fundado do Comitê para a Investigação Cética.[6]
- Paul Kurtz, filósofo, escritor. Fundador do Comitê para a Investigação Cética, responsável pela publicação da revista Skeptical Inquirer.[6][8]
- Pat Linse, ilustrador. Cofundador da Skeptics Society, um dos responsáveis e director de arte da magazine Skeptic. Criador da magazine Junior Skeptic.
- Daniel Loxton, ilustrador, escritor. Editor da magazine Junior Skeptic (parte da magazine Skeptic).
- Tim Minchin, comediante, músico, ator. Tem diversas músicas que ilustram o seu céticismo. A música Storm é a mais significativa.
- Joe Nickell, investigador do paranormal, escritor. Colunista na revista Skeptical Inquirer.[4][6]
- Steven Novella, neurologista. Fundador da New England Skeptical Society e apresentador do podcast The Skeptics' Guide to the Universe.
- James Oberg, jornalista aeroespacial. Critico de OVNIs e das alegações da eventual falsicação do programa Apollo responsável pelas missões que levaram astronautas à lua.
- Robert L. Park, médico. Autor do livro Voodoo Science.
- Trey Parker, escritor, realizador. Criador do programa de televisão South Park.
- Massimo Pigliucci, professor de filosofia na Universidade da Cidade de Nova Iorque e coapresentador do podcast sobre céticismo, Rationally Speaking (falando racionalmente).
- Philip Plait, astrónomo, escritor. Fundador do sítio de Internet Bad Astronomy.
- Massimo Polidoro, escritor, jornalista. Aluno de James Randi, cofundador e Director executivo do CICAP, investigador académico do Comitê para a Investigação Cética.[4]
- Basava Premanand responsável pela publicação da magazine Indian Skeptic e diretor do Comitê para a Investigação Cética indiano.
- Benjamin Radford, Gerente editorial da revista Skeptical Inquirer.
- James Randi, ilusionista. Fundador da James Randi Educational Foundation. Notável por oferecer uma recompensa de um milhão de dólares por uma demonstração verificável em condições de laboratório de qualquer habilidade ou evento paranormal. Concebeu e dirigiu o Projecto Alpha. Membro fundador do Comitê para a Investigação Cética.[4][6]
- Emily Rosa, detém o recorde mundial do Guinness por ter sido a mais nova investigadora médica; aos 11 anos publicou o seu estudo sobre toque terapêutico na revista científica americana Journal of the American Medical Association, mostrando que estes terapeutas não conseguiam sentir o "campo energético humano" quando não estavam a olhar.
- Carl Sagan, astrónomo, escritor popular de ciência e personalidade mediática. Defensor do programa para a Pesquisa de Inteligência Extraterrestre (Search for Extraterrestrial Intelligence - SETI) e fundador da Planetary Society (agora dirigida pela sua viúva, a popular escritora Ann Druyan). Conhecido pela sua série de televisão Cosmos e o livro The Demon Haunted World: Science as a Candle in the Dark. Membro fundador do Comitê para a Investigação Cética.[6][8]
- Richard Saunders, australiano ex-presidente da Australian Skeptics , apresentador do podcast Skeptic Zone, origamista profissional e também ator a tempo parcial. É autor de mais de vinte livros sobre origami. [16][17]
- Adam Savage, criador do programa de televisão MythBusters - Os Caçadores de Mitos.
- Eugenie Scott, antropóloga. Directora Executiva do National Center for Science Education  (NCSE), crítica do criacionismo e do design inteligente.
- Robert Sheaffer, escritor. Investigador de OVNIs, colunista na revista Skeptical Inquirer.
- Michael Shermer, historiador, escritor popular de ciência, fundador da Skeptics Society. Um dos responsáveis e editor da magazine Skeptic. Também escritor para a Scientific American na coluna "Skeptic".[4][6]
- Matt Stone, escritor, realizador. Criador do programa de televisão South Park.
- Julia Sweeney, atriz, comediante. Autora e interprete de Letting Go of God.
- Teller, ilusionista, parte do duo Penn & Teller.  Criador e apresentador da série televisiva Bullshit!.
- Marcello Truzzi, sociólogo. O primeiro editor da revista Skeptical Inquirer. Critico do céticismo organizado. Membro fundador do Comitê para a Investigação Cética.[18]
- Rebecca Watson, fundadora do blog Skepchick.
- Richard Wiseman, psicólogo.